# ژانگ شوای (تنیس‌باز)
 ژانگ شوای (张帅؛ زادهٔ ۲۱ ژانویهٔ ۱۹۸۹) یک تنیس‌باز اهل جمهوری خلق چین است.